# Thomas Lavault

a Compétitions nationales et continentales officielles uniquement.

b Matchs officiels uniquement.
Dernière mise à jour le 3 juin 2023.
Thomas Lavault, né le 3 mai 1999, à Thouars, est un joueur international français de rugby à XV qui joue au poste de deuxième ligne au Stade rochelais.
Il remporte la Coupe d'Europe avec le Stade rochelais en 2022. Il récidive en 2023, année à partir de laquelle la compétition prend le nom de Champions Cup.

## Biographie

### Jeunesse et formation
Thomas Lavault commence le rugby à l’UST Thouars, en 2007,. Il y joue durant neuf avant de rejoindre le Stade rochelais en Crabos, en 2016. 
Quelque temps après son arrivée à La Rochelle, il dispute le championnat d'Europe en 2017 avec la sélection française des moins de 18 ans. Il remporte le titre de champion au terme de la finale remportée contre la Géorgie au stade de Penvillers de Quimper,. En 2018, il participe au Tournoi des Six Nations des moins de 20 ans 2018 avec les Bleuets qu'il remporte en jouant tous les matchs, puis à la Coupe du monde des moins de 20 ans 2018, qu'il remporte également en jouant cinq matchs et marquant un essai,. L'année suivante, en 2019, il participe au Tournoi des Six Nations des moins de 20 ans 2019, durant lequel il joue deux matchs.

### Débuts professionnels (2019-2021)
Thomas Lavault fait ses débuts professionnels le 7 septembre 2019, à l'occasion de la troisième journée de Top 14 de la saison 2019-2020, contre Montpellier. Il connait sa première titularisation quelques semaines plus tard, en Coupe d'Europe à Glasgow, dans une retentissante victoire à l'extérieur du Stade rochelais. Au total, il joue onze matchs, dans une saison écourtée à cause de la pandémie de Covid-19. À la suite de cette très bonne première saison, il prolonge son contrat avec les Maritimes jusqu'en 2023. Puis, il intègre l'équipe professionnelle à l'intersaison 2020. Il est l'une des révélations rochelaises de la saison.
Pour sa deuxième saison, en 2020-2021, il est en concurrence à son poste avec Will Skelton, Romain Sazy, Mathieu Tanguy et Rémi Leroux. Malgré cette forte concurrence, il joue tout de même 27 matchs toutes compétitions confondues dont 12 en tant que titulaire et marque un essai. En Coupe d'Europe, il joue cinq fois et participe donc à l'épopée du Stade rochelais dans cette compétition qui se qualifie en finale, après avoir éliminé Gloucester, Sale et le Leinster. En finale, contre le Stade toulousain, il entre en jeu à la place de Paul Boudehent à la 62e minute, mais son équipe est battue sur le score de 22 à 17. De même en Top 14, son équipe atteint la finale du championnat. Durant ce match, les Rochelais affrontent une nouvelle fois Toulouse. Lavault est une nouvelle fois sur le banc des remplaçants, puis entre en jeu à la place de Romain Sazy à la 58e minute. Pour la seconde fois de la saison, le Stade rochelais est battu en finale (défaite 18 à 8).

### Premiers titres et débuts en équipe de France (depuis 2021)
Après une bonne saison 2020-2021, Thomas Lavault se partage le temps de jeu avec Romain Sazy au poste de numéro 4 durant la saison 2021-2022. Il joue trente matchs toutes compétitions confondues dont treize en tant que titulaire, alternant avec Sazy, et marque un essai. Cette saison le Stade rochelais atteint à nouveau la finale de la Coupe d'Europe. En finale, les Rochelais affrontent le Leinster. Lavault est titulaire en deuxième ligne accompagné par l'Australien Skelton. Il écope d'un carton jaune à la 63e minute, sans conséquences pour son équipe puisqu'elle s'impose en fin de match sur le score de 21 à 24. Il remporte alors le premier titre de sa carrière et participe au premier trophée majeur remporté par son club. À l'issue de cette saison, il prolonge son contrat avec son club formateur jusqu'en 2025,.
En juin 2022, il est sélectionné en équipe de France par Fabien Galthié pour participer à la tournée d'été 2022 au Japon. Il dispute son premier match international lors du premier match de la tournée face au Japon. Il entre en jeu à la 44e minute de jeu et remplace Thomas Jolmès. Il joue également le second match de la tournée, remporté 20 à 15.
Blessé à la cheville en début de saison 2022-2023, il fait son retour sur les terrains fin octobre 2022. Quelques mois plus tard, en janvier 2023, il est convoqué en équipe de France pour participer au Tournoi des Six Nations 2023,. Il est retenu sur la feuille de match pour la première rencontre du tournoi face à l'Italie. Il n'entre cependant pas en jeu,. Un mois plus tard, il est contraint de déclarer forfait pour la suite de la compétition et est remplacé par Thomas Jolmes. Il n'a donc joué aucun match de ce tournoi. Ensuite, le Stade rochelais se qualifie pour la troisième fois consécutive en finale de la Champions Cup, et affronte le Leinster pour la seconde fois. Pour cette rencontre, Thomas Lavault est sur le banc des remplaçants avant d'entrer en jeu à la place de Romain Sazy à la 50e minute. Son équipe s'impose 27 à 26 et remporte la compétition pour la deuxième fois d'affilée,.
Durant la saison 2023-2024, au mois de décembre, il joue le centième match de sa carrière avec le Stade rochelais lors d'un match de Champions Cup contre le Leinster.

## Statistiques

### En club
| Saison    | Club            | Championnat | Championnat | Championnat | Coupe d'Europe  | Coupe d'Europe | Coupe d'Europe |
| Saison    | Club            | Compétition | Matchs      | Essais      | Compétition     | Matchs         | Essais         |
| --------- | --------------- | ----------- | ----------- | ----------- | --------------- | -------------- | -------------- |
| 2019-2020 | Stade rochelais | Top 14      | 7           | 1           | Coupe d'Europe  | 4              | -              |
| 2020-2021 | Stade rochelais | Top 14      | 22          | 1           | Coupe d'Europe  | 5              | -              |
| 2021-2022 | Stade rochelais | Top 14      | 23          | 1           | Coupe d'Europe  | 7              | -              |
| 2022-2023 | Stade rochelais | Top 14      | 13          | -           | Champions Cup   | 7              | -              |
| Total     | Total           | Top 14      | 65          | 3           | Coupes d'Europe | 23             | 0              |

### Internationales

#### Équipe de France des moins de 20 ans
Thomas Lavault compte plusieurs sélections dans les équipes de France des moins de 18 ans. Puis il dispute 12 matchs avec l'équipe de France des moins de 20 ans en deux saisons, prenant part à deux éditions du tournoi des Six Nations en 2018 et 2019 et à une édition du championnat du monde junior en 2018. Il inscrit un essai, soit 5 points.

#### XV de France
Au 3 juin 2023, Thomas Lavault compte deux sélections et n'a pas inscrit de points. Il connait sa première sélection avec l'équipe de France le 2 juillet 2022 à l'occasion d'un test international contre le Japon.
| Année | Compétition | Matchs | Points | Essais |
| ----- | ----------- | ------ | ------ | ------ |
| 2022  | Test matchs | 2      | 0      | 0      |
| Total | Total       | 2      | 0      | 0      |

| Adversaire | Matchs joués | Victoires | Défaites | Nuls | Essais | Points | % de victoire |
| ---------- | ------------ | --------- | -------- | ---- | ------ | ------ | ------------- |
| Japon      | 2            | 2         | 0        | 0    | 0      | 0      | 100           |
| Total      | 2            | 2         | 0        | 0    | 0      | 0      | 100           |

## Palmarès

### En club
- Stade rochelais
  - Finaliste de la Coupe d'Europe en 2021
  - Finaliste du Championnat de France en 2021 et 2023
  - Vainqueur de la Coupe d'Europe en 2022 et 2023

### En équipe nationale
- France -20
  - Vainqueur du Tournoi des Six Nations des moins de 20 ans en 2018
  - Vainqueur du Championnat du monde junior en 2018